# چرخه پی‌دی‌سی‌ای

چرخه PDCA

چرخه بابا یا چرخه دمینگ (به انگلیسی: Deming circle) مخفف «برنامه‌ریزی-انجام-بررسی-اقدام» است. این چرخه در انگلیسی با نام PDCA شناخته می‌شود که مخفف کلمات (plan–do–check–act یا plan–do–check–adjust) می‌ باشد، این چرخه بیانگر یک فرآیند مدیریتی است که در چهار مرحله انجام و دوباره از نو چرخه آغاز می‌شود. این مراحل به ترتیب عبارتند از برنامه‌ریزی (طراحی)، انجام، بررسی و اقدام. از این روش برای کنترل و بهبود مستمر محصولات و فرایندها استفاده می‌شود.
== اجزای چرخه دمينگ:
مرحله ۱: برنامه‌ریزی که برای بهبود و رفع مشکلات، باید فرایندها و طرحی فراهم کنید تا به نتایج مطلوب منجر شود.
مرحله ۲: انجام که طرح خود را به صورت آزمایشی اجرا می‌کنید. دلیل این امر وضوح و اطلاعات اندک در آغاز کار است. در حقیقت مشخص نیست چه شیوه‌ای بهترین شیوه انجام کاری است.
مرحله ۳: بررسی که اقدامات انجام شده را بررسی می‌کنیم و نتایج را با آن چیزی که در برنامه بوده است مطابقت می‌دهیم.
مرحله ۴: اقدام که بعد از بررسی‌ها دیگر می‌توان دست به بهترین انتخاب از بین روش‌های موجود زد و اقدام اصلی را صورت داد.